# Tveitita-(Y)
La tveitita-(Y) és un mineral de la classe dels halurs. S'anomena així per John P. Tveit, propietari de la pedrera de Høydalen (Noruega), la seva localiat tipus. Un sinònim d'aquest nom és el codi IMA1975-033.

## Característiques
La tveitita-(Y) és un halur de fórmula química (Y, Na)₆Ca₆Ca₆F42. Cristal·litza en el sistema trigonal.
Segons la classificació de Nickel-Strunz es troba classificada al grup 3.AB. (Halurs simples sense aigua). Comparteix grup amb els següents minerals: Fluorocronita, tolbachita, Sel·laïta, Cloromagnesita, coccinita, Scacchita, Fluorita, Frankdicksonita, Strontiofluorita, lawrencita, Gagarinita-(Y), Gagarinita-(Ce) i Polezhaevaïta-(Ce).

## Formació i jaciments
Ha estat descrit a Noruega (la seva localitat tipus) i també a Sibèria.